# Кусацу (Сіґа)

Куса́цу (яп. 草津市, くさつし, МФА: [ku̥sat͡su̥ ɕi]?) — місто в Японії, в префектурі Сіґа. Розташоване в південно-західній частині префектури, на березі озера Біва.   Виникло на основі постоялого містечка на розвилці Східноморського і Середгірського шляхів. Отримало статус міста 2004 року. Площа становить 67,92 км². Станом на 1 серпня 2011 року населення складало 129 925  осіб, густота населення — 1910 осіб/км².  Основою економіки є рибальство, хімічна промисловість, харчова промисловість, комерція.  В місті розташовані університет Ріцумейкан, музей природничої історії озера Біва. 

## Історія
Засноване 15 жовтня 2004 року шляхом об'єднання містечка Кусацу з селами Оїкамі, Касануй, Сіцу, Ямада, Токіва повіту Куріта.